# Anton Albertus Herman Kassenaar

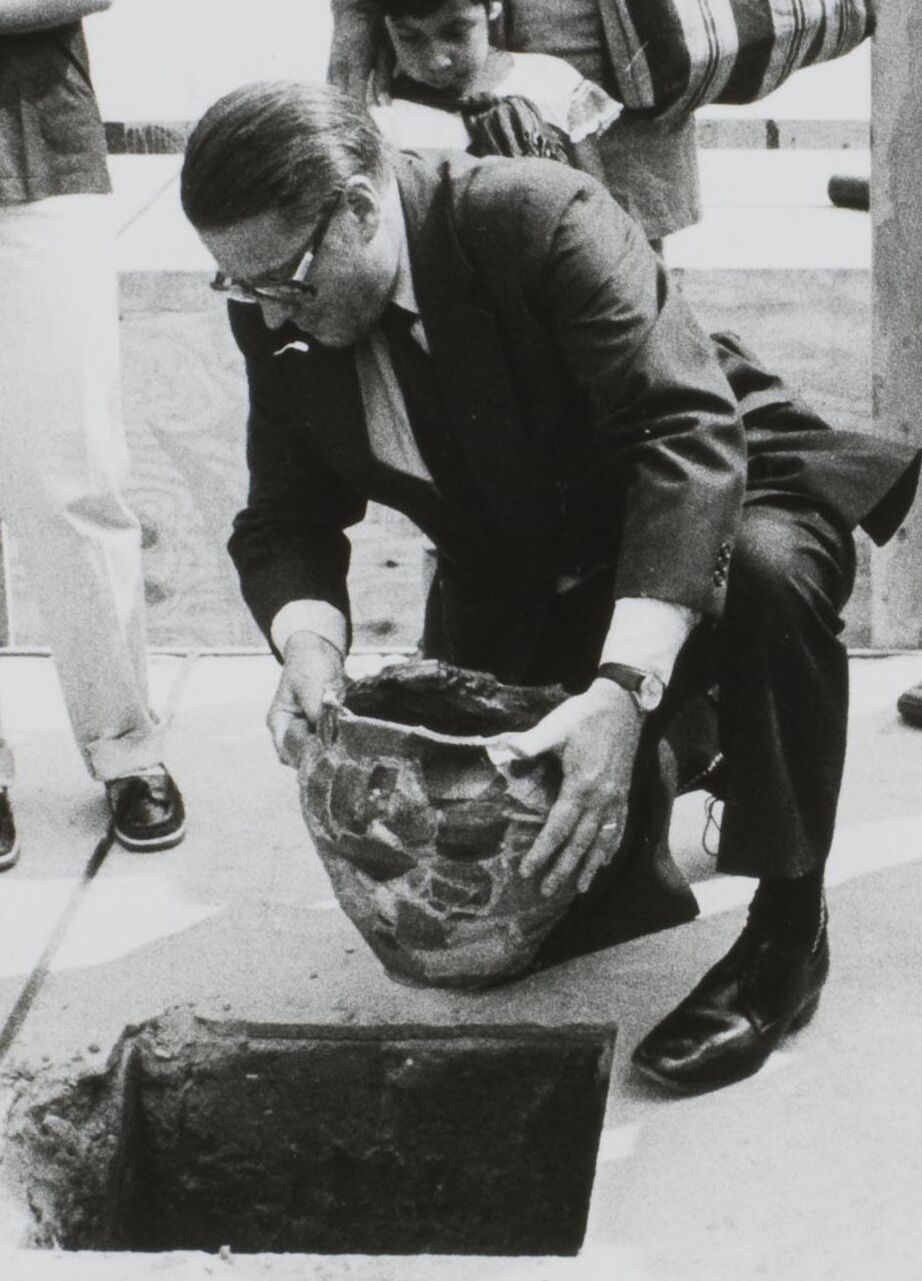
Kassenaar (1982)

Anton Albertus Herman Kassenaar (* 20. Juli 1922 in Utrecht; † 15. März 2013 in Arnhem) war ein niederländischer Biochemiker.

## Leben
Anton Albertus Herman war der Sohn des späteren Firmendirektors in Arnhem Johann Diedrich Christian Kassenaar (* März 1900 in Amsterdam; † 21. Dezember 1980 in Arnhem) und dessen am 29. September 1921 in Amsterdam geheirateten Frau Maria Carolina Hofmeister (* um 1898 in Oud-Sloten; † 16. Mai 1985 in Arnhem). Er studierte mit Unterbrechungen von 1940 bis 1942 und von 1945 bis 1948 an der Universität Utrecht Chemie. 1948 legte er sein Doktoralsexamen ab und promovierte im März 1952 unter Andries Querido (1912–2001) an der Universität Leiden, mit der Arbeit De eiwitanabole werking van testosteron en methylandrosteendiol (deutsch: Die eiweißanabole Wirkung von Testosteron und Methylandrostenediol), zum Doktor der Naturwissenschaften. 1953 wurde er Leiter des Labors der Leidener Universitätsklinik und veröffentlichte während jener Zeit verschiedene Arbeiten über die biochemische Entwicklung auf dem Gebiet der Medizin.
1956 bekam er ein Stipendium der Rockefeller-Stiftung an der medizinischen Schule der Columbia University in New York. Am 10. August 1957 erhielt er eine Berufung als Dozent für medizinische Chemie an der Universität Leiden, welche Aufgabe er am 1. September 1957 antrat und am 13. Mai 1958 seine Einführungsrede De bijdrage van de klinische chemie tot het begrip van de ziektetoestand (deutsch: Der Beitrag der klinischen Chemie zum Verständnis des Krankheitszustandes) hielt. Am 16. September 1962 übertrug man ihm er an der Leidener medizinischen Fakultät einen Lehrauftrag als Professor der Chemie von den Stoffwechselkrankheiten und pathologischer Chemie, welches Amt er am 14. Juni 1963 mit der Einführungsrede Beschouwingen over de studie van de stofwisselingsporcessen (deutsch: Betrachtungen über die Studien von Stoffwechselprozessen) begann. Zudem wirkte er von 1965 bis 1968 als außerordentlicher Professor für Biochemie an der Erasmus-Universität Rotterdam.
Kassenaar beteiligte sich auch an den organisatorischen Aufgaben der Leidener Hochschule. So war er ab 1969 Dekan der medizinischen Fakultät, ab 1975 war er Vorsitzender der Sektion Medizin im akademischen Rat und von 1979 bis 1985 wirkte er als Rektor der Alma Mater, wozu er 1980 die Rektoratsrede Van waterkijken tot klinische chemie (deutsch: Von Wasserbeobachtung zur klinischen Chemie) vortrug. Für seine akademischen Leistungen erhielt er Anerkennungen. So wurde er 1977 Ehrendoktor der Keiō-Universität in Tokio, am 1. November 1978 medizinischer Ehrendoktor der Universität Surinam in Paramaribo und erhielt 1985 den Ritterorden vom niederländischen Löwen. Nach der Niederlegung seines Rektorats wurde er am 1. September 1985 aus dem Hochschuldienst in den Ruhestand entlassen.
Kassenaar verheiratete sich am 25. März 1949 in Arnhem mit H. W. Bouwman. Von den Kindern kennt man Carolina W. Kassenaar (* Mai 1950), Steven Johan Kassenaar (* September 1951) und Paul Alexander Kassenaar (* Juli 1960).

## Werke (Auswahl)
- De eiwitanabole werking van testosteron en methylandrosteendiol. Leiden 1952
- Biochemische vorderingen op het gebied der geneeskunde. Leiden 1956
- De bijdrage van de klinische chemie tot het begrip van de ziektetoestand. Leiden 1958
- Beschouwingen over de studie van de stofwisselingsprocessen. Leiden 1963
- Van waterkijken tot klinische chemie. Den Haag 1980
- Ontwikkelingen in de geneeskunde in relatie tot ziekenhuizen. Leiden 1984